# RIM-67 Standard ER

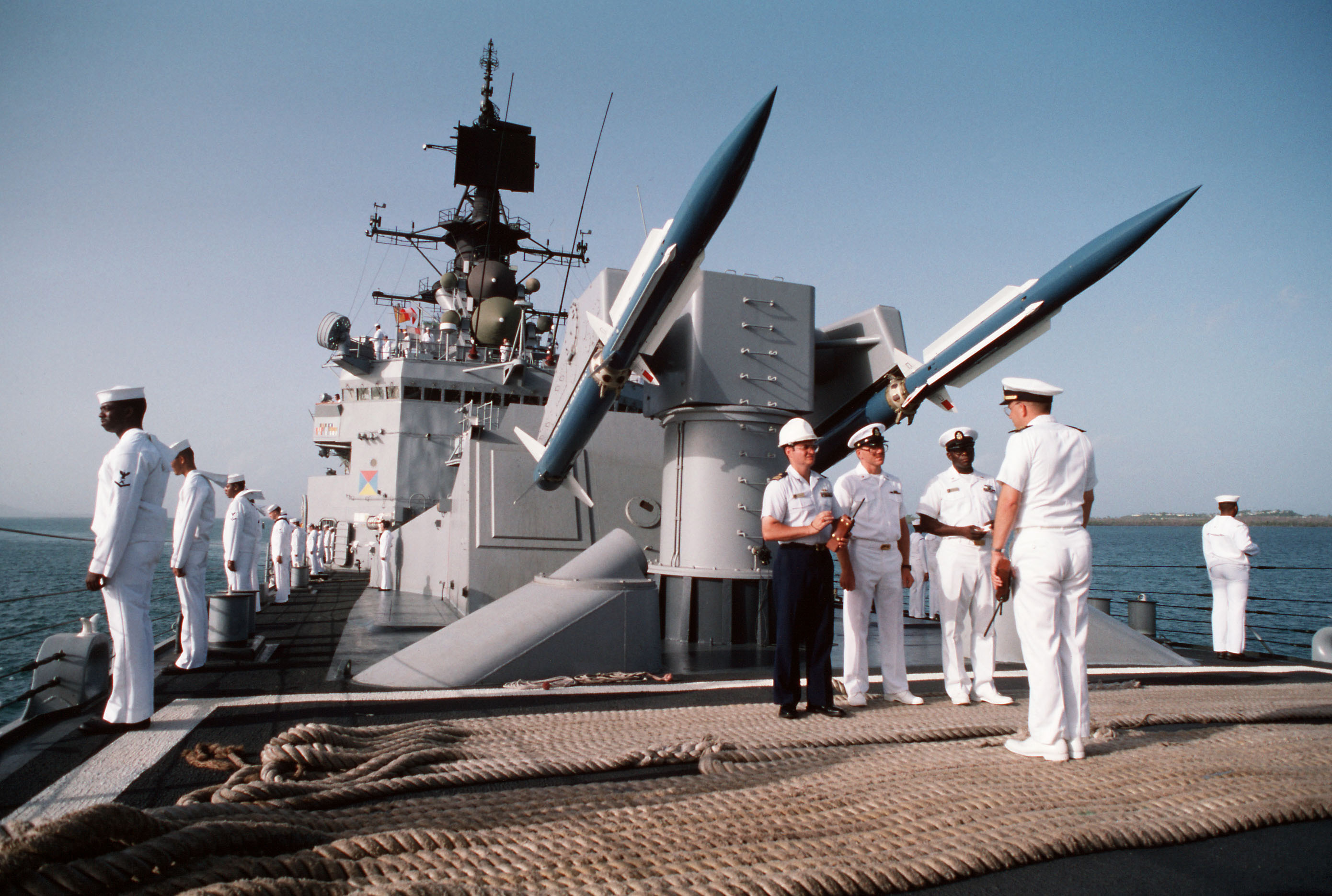
Två RIM-67 på en Mk 10 robotlavett ombord på.

RIM-67 Standard ER (ER = Extended Range) är en luftvärnsrobot utvecklad för USA:s flotta. Roboten är baserad på RIM-66 Standard MR, men har längre räckvidd.

## Historia
Efter att RIM-66 hade visat sig stridsduglig i slutet av vietnamkriget började arbetet med att ersätta luftvärnsrobotsystemen RIM-2 Terrier och RIM-8 Talos. Den nya roboten var i stort sett samma som RIM-66, men för att uppnå motsvarande räckvidd som Talos byttes motorn ut och en booster-raket monterades på vilket gjorde roboten till en tvåstegsraket. Resultatet SM-1ER blev en robot som var lika stor som Terrier med räckvidd som kunde matcha den betydligt tyngre roboten Talos.

### New Threat Upgrade
För att kunna dra nytta av de förbättringar som införts i robotarna SM-2 för Aegis-systemet genomfördes ett omfattande uppgraderingsprogram av de fartyg som tidigare varit bestyckade med Terrier eller Talos. Programmet som kallades New Threat Upgrade (NTU) innebar förutom nya robotar med tröghetsnavigering och monopuls-målsökare bland annat ny luftspaningsradar, ny eldledningsradar och ny stridsledningscentral.

### VLS
RIM-67 med booster-raket var för lång för att få plats i VLS-tuberna som infördes på Ticonderoga-klass kryssarna från och med USS San Jacinto. Därför utvecklades en robot med kortare booster-motor som fick beteckningen RIM-156 för att ge luftvärnssystemet på Aegis-kryssarna längre räckvidd.

### Avveckling
RIM-156 var dock en temporär lösning i väntan på nästa generations luftvärnsrobot RIM-161 Standard Missile 3. SM-3 har tillräcklig räckvidd för att kunna användas mot ballistiska robotar och satelliter i låg omloppsbana.

## Varianter
| Beteckning | Serie            | System          | Noteringar                                                        |
| ---------- | ---------------- | --------------- | ----------------------------------------------------------------- |
| RIM-67A    | SM-1ER Block I   | Terrier & Talos | RIM-66A med tvåstegsraket.                                        |
| RIM-67B    | SM-2ER Block I   | NTU             | Förbättrad version med tröghetsnavigering och monopuls-sökare.    |
| RIM-67C    | SM-2ER Block II  | NTU             | Ny booster-raket (Hercules Mk 70) och ny sprängladdning (Mk 115). |
| RIM-67D    | SM-2ER Block III | NTU             | Förbättrad förmåga att träffa mål på mycket låg höjd.             |
| RIM-156    | SM-2ER Block IV  | Aegis VLS       | Ny booster-raket för att få plats i VLS-tuber.                    |

## Användare
- USA:s flotta
  - Robotjagare av Coontz-klassen SM-1ER (endast USS Mahan fick NTU-uppgradering)
  - Robotkryssare av Leahy-klassen SM-1ER (SM-2ER och NTU i slutet av 1980-talet)
  - Robotkryssare av Belknap-klassen SM-1ER (SM-2ER och NTU i slutet av 1980-talet)
  - Robotkryssare av Ticonderoga-klassen RIM-156 (från och med USS San Jacinto)
  - Robotjagare av Arleigh Burke-klassen RIM-156
  - Robotkryssaren USS Bainbridge SM-1ER
  - Robotkryssaren USS Long Beach SM-1ER (hade tidigare Terrier-robotar)
  - Robotkryssaren USS Truxtun SM-1ER